# Гаррі Поттер: передісторія
«Гаррі Поттер: передісторія» — твір британської письменниці Джоан Ролінґ довжиною в 800 слів, написаний на листівці у 2008 році спеціально для продажу на благодійному аукціоні за підтримки мережі книжкових магазинів Waterstone's. Листівка з текстом була продана 11 червня 2008 року за 25000 фунтів стерлінгів. Того ж дня текст історії опублікували в Інтернеті.

## Сюжет
Сіріус Блек і Джеймс Поттер, втікаючи на мотоциклі від поліцейського автомобіля, що їх переслідує, повертають у вузький провулок між будинками, в кінці якого виявився глухий кут. Автомобіль також заїжджає в цей провулок і, таким чином, підлітки виявились затиснутими між стіною і поліцейською машиною. Сержант Фішер і поліцейський Андерсон вилазять з машини та висувають «мародерам» звинувачення у перевищенні швидкості, їзді на мотоциклі без шолома та у спротиві арешту. Несподівано в провулку з'являються троє невідомих на мітлах, Сіріус і Джеймс промовляють якесь закляття, яке підіймає поліцейську машину дибки, троє на мітлах вдаряються об неї і падають без свідомості. У наступну мить Сіріус і Джеймс відлітають на мотоциклі, залишивши розгублених поліцейських.
Роулінґ завершує оповідь словами: «З передісторії, над якою я не працюю, — але це було приємно!»